# Baranove, Nedrîhailiv
Baranove (în ucraineană Баранове) este un sat în comuna Sakunîha din raionul Nedrîhailiv, regiunea Sumî, Ucraina.

## Demografie
Componența lingvistică a localității Baranove
     Ucraineană (100%)
Conform recensământului din 2001, toată populația localității Baranove era vorbitoare de ucraineană (100%).